# 傅壽彤
傅壽彤，原名昶，字青余，贵州贵阳人，清朝政治人物，同進士出身。
咸豐三年（1853年）癸丑科進士，三甲七名，选翰林院庶吉士，未散館，以軍功特授檢討，官至河南按察使。著有《澹勤室詩集》、《古音類表》。